# Ижевск (аэропорт)

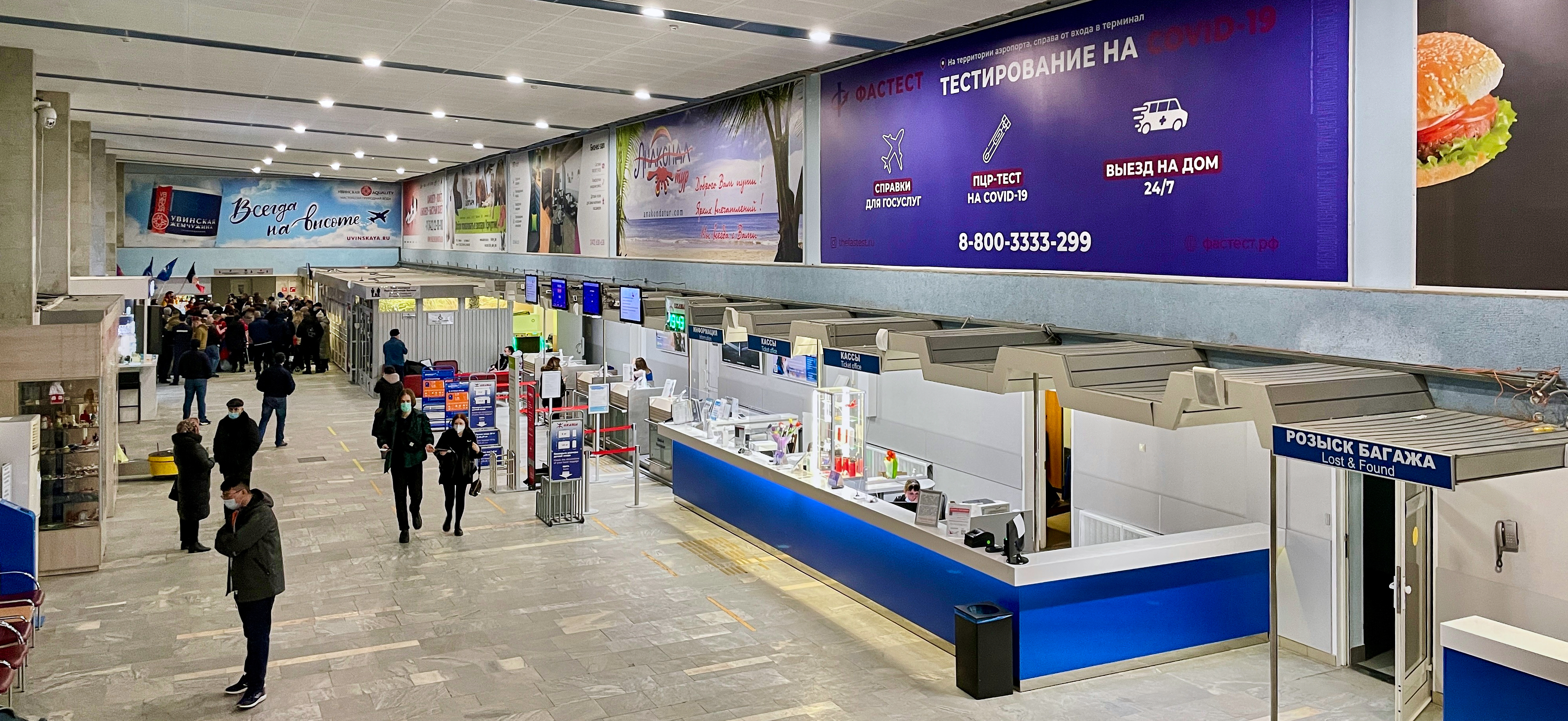
Зал регистрации

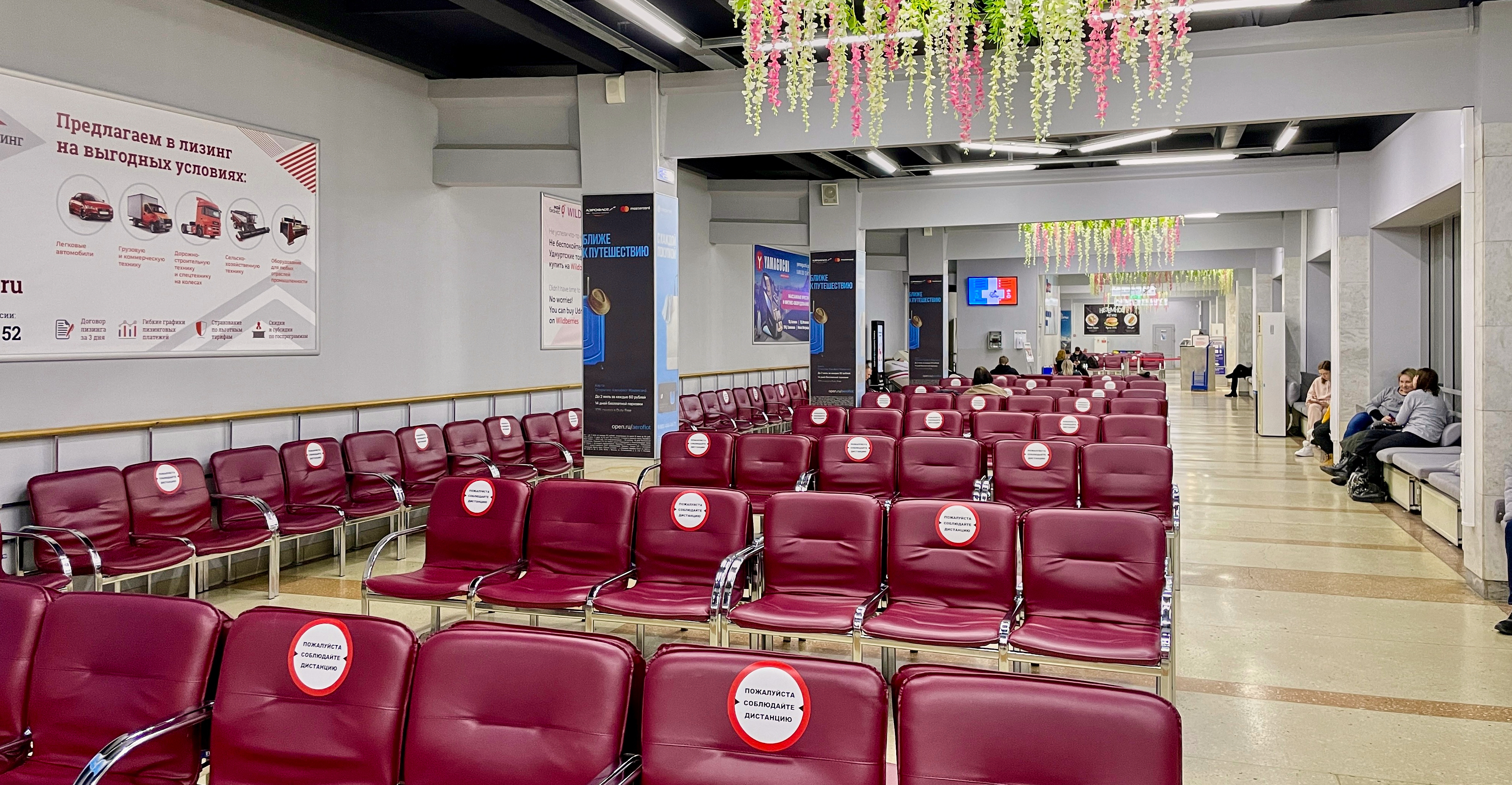
Зал ожидания

Международный аэропорт Иже́вск (ИАТА: IJK, ИКАО: USII) — аэропорт одноимённого города, столицы Удмуртии. Расположен в 15 километрах восточнее от центра города между деревнями Старое Мартьяново и Новое Мартьяново в Завьяловском районе республики. Имеет статус международного аэропорта федерального значения. Обслуживает только внутренние пассажирские и грузовые рейсы.
В 2021 году пассажиропоток аэропорта превысил полмиллиона человек.
Вблизи Ижевска расположен также спортивный аэродром Пирогово, вместе с которым аэропорт Ижевск является единственным действующим гражданским аэропортом в Удмуртии.

## История
Самым первым ижевским аэродромом является аэродром Пирогово, который был построен в 1934 году вблизи одноимённой деревни. С аэродрома Пирогово выполнялись почтово-пассажирские рейсы и перевозки срочных грузов. В настоящее время аэродром является базой Ижевского аэроклуба ДОСААФ.
Осенью 1943 года на земле совхоза «Пятилетка» был построен военный аэродром с бетонной взлётно-посадочной полосой, который во время Второй мировой войны использовался как транзитный для перегонки на фронт американских самолётов «Аэрокобра», «Бостон», а также отечественных самолётов Ил и Пе, выпущенных на сибирских авиационных заводах.
В 1944 году начальником Главного управления ГВФ был издан приказ об организации в Ижевске аэропорта. На месте современной Молодёжной улицы была построена ВПП размером 1000×54 м и несколько служебных сооружений. В 1951 году в аэропорту организована АМСГ.
На нынешнем месте новый ижевский аэропорт был открыт в 1974 году у деревни Старое Мартьяново, в связи с застройкой территории старого аэропорта жилыми микрорайонами. Он стал третьим по счёту ижевским аэропортом и позволил принимать современные на тот момент самолёты Ан-24, Ан-26, Як-42, Ту-134.
В 1996 году было принято решение о постройке международного терминала аэропорта Ижевск. Но, в связи с резким падением пассажиропотока и экономическим кризисом, терминал до сих пор остаётся недостроенным. В перспективе есть возможность создать на базе Ижевского аэропорта современный международный транспортный логистический комплекс.
С 23 августа 2011 года авиакомпания «РусЛайн» начала выполнять рейсы Москва — Ижевск — Москва. Рейсы выполнялись на авиалайнере Bombardier CRJ 200 LR. В октябре «Руслайн» прекратила полёты в Ижевск, однако в мае 2013 года вновь возобновила их.
С 1 апреля 2013 года по программе развития пассажирских авиаперевозок в ПФО из Ижевска осуществляются рейсы авиатакси Dexter на самолётах Pilatus PC-12 в Киров и Самару, а также авиакомпанией Ак Барс Аэро на самолётах Cessna 208B в Нижний Новгород.
При финансировании Удмуртской Республикой в размере 164 млн рублей в 2012 году авиакомпанией «Ижавиа», как владельцем аэропорта, было капитально отремонтировано здание первого терминала, установлена система визуализации здания, куплен перронный автобус и интроскопы для проверки багажа и ручной клади, построено периметровое ограждение аэропорта и подъездная дорога. Для обеспечения безопасности полётов приобретена противообледенительная техника.
С 28 октября 2018 года регулярные рейсы по маршруту «Ижевск» — аэропорт «Шереметьево» совершает авиакомпания «Аэрофлот» (со 2 апреля 2021 года это направление будет обслуживать Россия).
В декабре 2018 года аэропорт перешёл под управление нижегородского ООО «Поможем».
С августа 2020 года полёты из Ижевска в Москву стала выполнять авиакомпания «Победа» (в конце 2021 года прекратила полёты).
В январе 2021 года в Ижевск пришла авиакомпания Red Wings с рейсами до Екатеринбурга. С декабря запускаются регулярные рейсы в Новосибирск авиакомпанией S7. С января 2022 года авиакомпания Red Wings начала выполнять субсидированные рейсы из Ижевска в Самару, Краснодар и Санкт-Петербург. 11 января состоялся первый рейс из Ижевска в Самару, 13 января — в Краснодар, 17 января в Санкт-Петербург. Однако позже полёты в Самару были приостановлены из-за низкой заполняемости. В мае 2022 года из-за повышения пассажиропотока, в Ижевск вернулся Аэрофлот. И начал выполнять один из трёх ежедневных рейсов. В июне Аэрофлот начал летать два раза в день, а с июля три. Кроме того, добавился дополнительный рейс авиакомпании «Россия»
26 августа 2022 года был заложен первый камень в строительство нового терминала аэровокзального комплекса, который будет включать как внутренние, так и международные направления. В церемонии принимали участие министр транспорта России Виталий Савельев, глава Удмуртской Республики Александр Бречалов и руководитель «Ижавиа» и аэропорта Ижевск Александр Синельников. В терминале будут предусмотрены три телескопических трапа. Сдача объекта запланирована на март 2024 года.
22 апреля 2023 года распоряжением Правительства РФ аэропорту официально присвоен статус международного. В конце 2025 года ожидается открытие нового терминала, из которого будут совершаться международные рейсы.

## Аэродромный комплекс
Аэровокзальный комплекс состоит из одного двухэтажного пассажирского терминала 1974 года постройки.
Категория аэродрома по пожарной безопасности — 7.
На въезде в аэропорт работает платная автопарковка со шлагбаумами (до 15 минут бесплатно).
В течение нескольких лет аэропорт Ижевска готовится получить статус международного. На данный момент в здании старого терминала уже начата реконструкция, при этом инфраструктура таможенного поста и пункта пересечения российской границы будут использоваться как для встречи прилетевших пассажиров, так и для вылетающих. Первичное финансирование работ ведётся из средств, заработанных предприятием, а также средств из бюджета Удмуртской Республики.
Взлётная полоса аэропорта имеет бетонное покрытие и позволяет принимать такие воздушные судна, как Ан-12, Ан-24, Ан-26, Ил-76 (по разовому разрешению), Ил-62 (по разовому разрешению), Ту-134, Ту-154, Як-42, Bombardier CRJ 100/200, Embraer EMB 120 Brasilia, Pilatus PC-12, Sukhoi Superjet 100, Airbus A-319, Airbus A-320, Airbus A-321 и его модификации, Airbus А-320 Neo и его модификации, Boeing 737-800, Boeing 737-900 и все более лёгкие, а также вертолёты всех типов.

## Авиакомпании и направления
По состоянию на январь 2024 года из аэропорта Ижевска выполняют рейсы следующие авиакомпании:

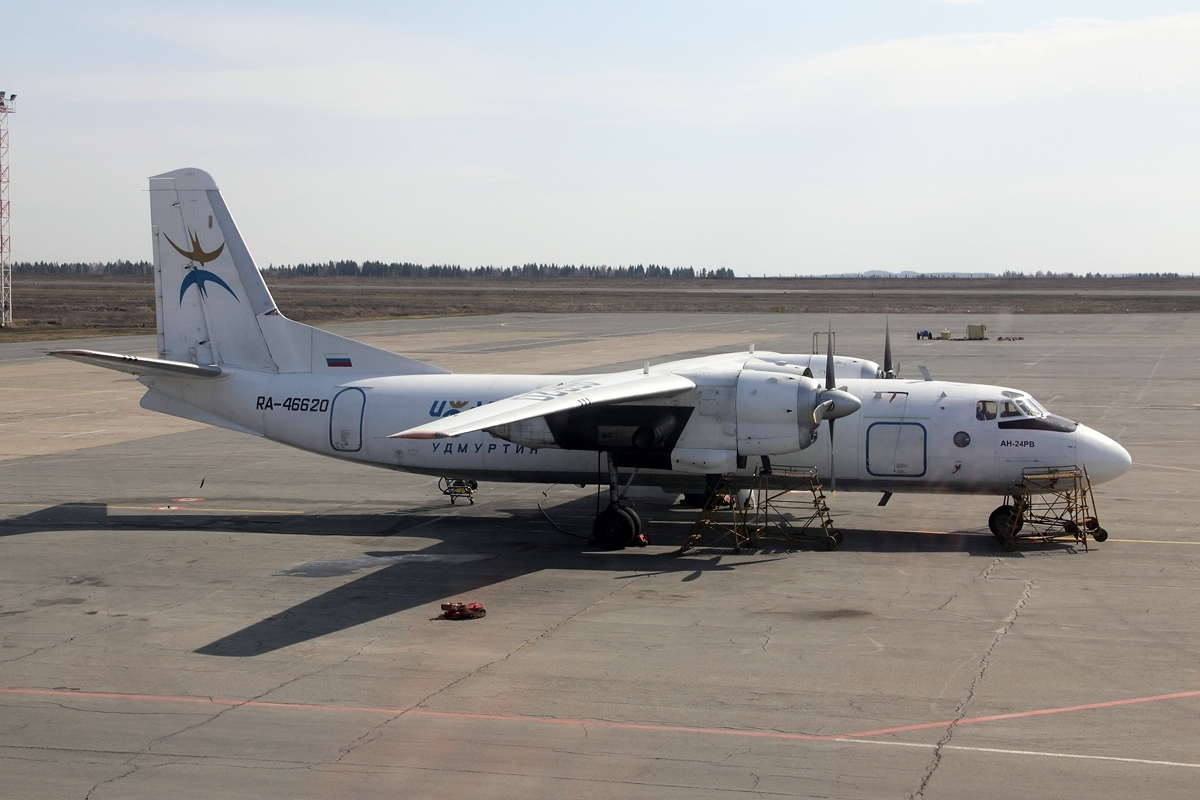
Ан-24 авиакомпании Ижавиа на стоянке в аэропорту
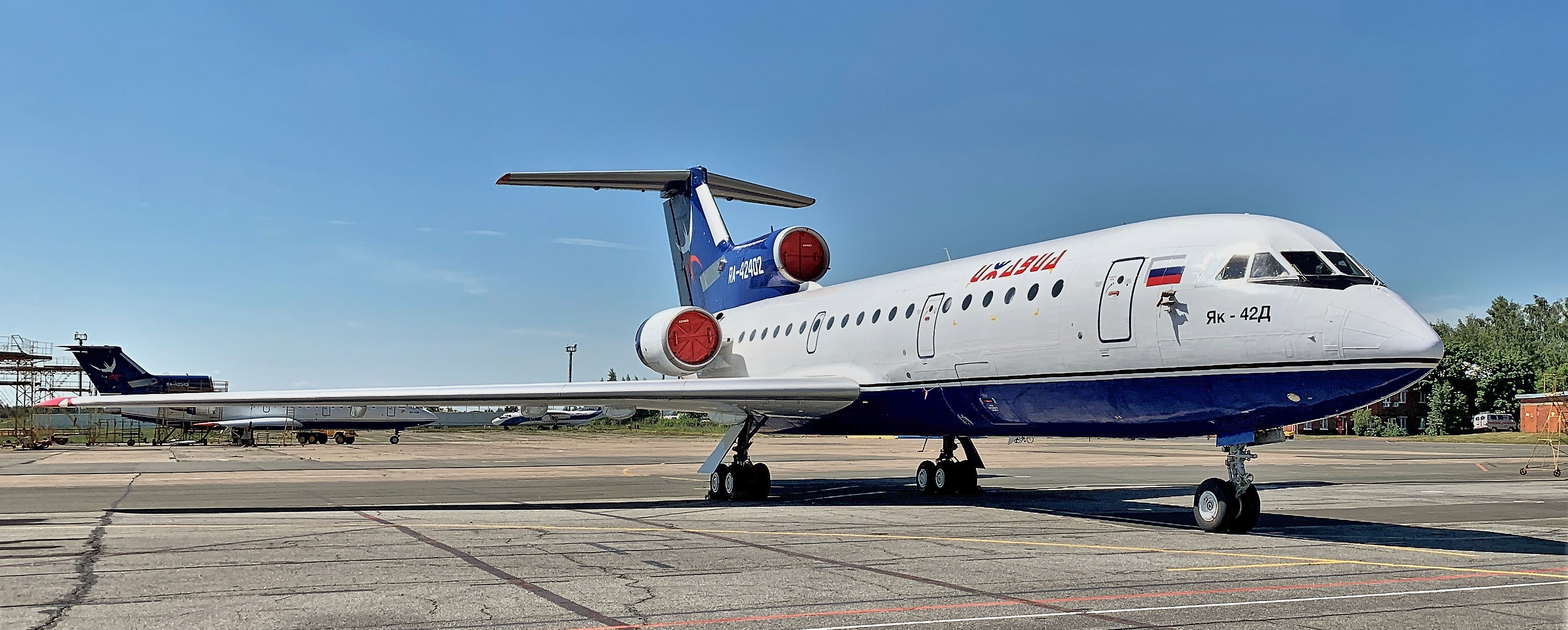
Як-42Д авиакомпании Ижавиа на стоянке в аэропорту
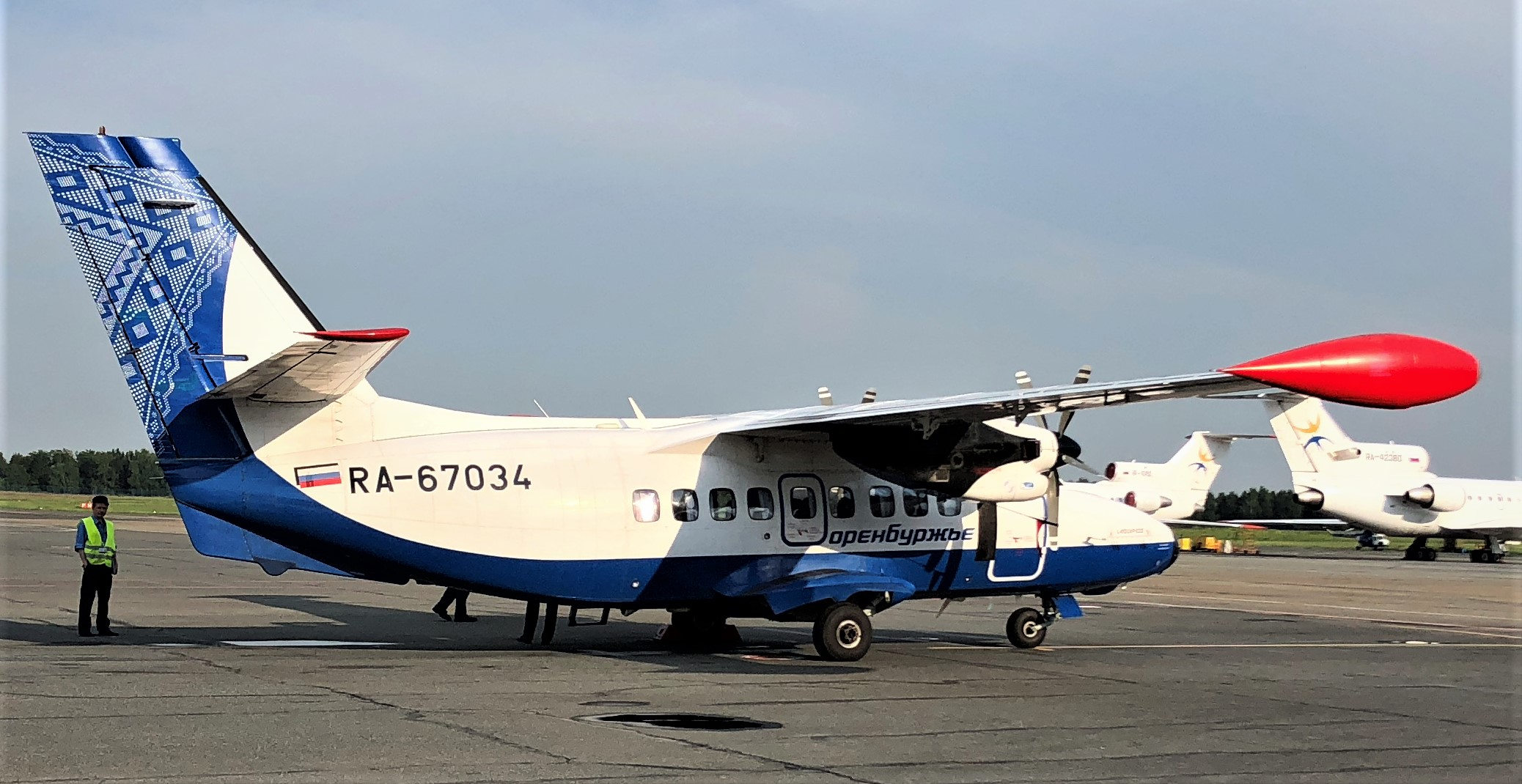
Let L-410 авиакомпании Оренбуржье в аэропорту Ижевска

## Статистика
| Пассажиропоток: | Пассажиропоток: | Пассажиропоток: | Пассажиропоток: | Пассажиропоток: | Пассажиропоток: | Пассажиропоток: | Пассажиропоток: | Пассажиропоток: | Пассажиропоток: | Пассажиропоток: | Пассажиропоток: | Пассажиропоток: | Пассажиропоток: | Пассажиропоток: | Пассажиропоток: | Пассажиропоток: | Пассажиропоток: | Пассажиропоток: |
| --------------- | --------------- | --------------- | --------------- | --------------- | --------------- | --------------- | --------------- | --------------- | --------------- | --------------- | --------------- | --------------- | --------------- | --------------- | --------------- | --------------- | --------------- | --------------- |
| год             | 2013            | 2014            | 2015            | 2016            | 2017            | 2018            | 2019            | 2020            | 2021            | 2022            | 2023            |                 |                 |                 |                 |                 |                 |                 |
| тыс. пассажиров | 195,4           | 254,9           | 240,9           | 257,0           | 315,6           | 352,4           | 357,0           | 297,4           | 544,7           | 658,8           | 835,4           |                 |                 |                 |                 |                 |                 |                 |
| Источники:      |                 |                 |                 |                 |                 |                 |                 |                 |                 |                 |                 |                 |                 |                 |                 |                 |                 |                 |

## Транспортное сообщение
Аэропорт связан с городом автомобильным шоссе А-1 и имеет подъезд к Ижевской кольцевой автодороге, по которой можно добраться до других районов республики. Единственным общественным транспортом, позволяющим добраться до города, является автобус компании ИПОПАТ пригородного маршрута № 331, следующий с улицы 9 Января в районе Буммаш по улицам Ворошилова, Петрова, Молодёжная, Ленина.
Также к аэропорту проложен железнодорожный путь от станции Вожой на линии Ижевск-Воткинск, по которому пассажирские поезда не ходят.
Также из аэропорта и в аэропорт ездит трансфер «АэропортЭкспресс» до центральной площади города и обратно. Этот же трансфер в весенне-летний период ездит через Сарапул.

## Происшествия
- 28 января 1984 года у самолёта Ан-24РВ, следовавшего из Куйбышева (ныне Самара), перед началом снижения после выключения автопилота произошёл полный отказ управления рулём высоты. В первом заходе на посадку самолёт начал раскачиваться по тангажу и стал поднимать нос прямо перед полосой, из-за чего экипаж ушёл на второй круг. При втором заходе самолёт резче, чем в первый раз, задрал нос, на высоте 3—5 м над ВПП свалился на правое крыло и, несмотря на взлётный режим двигателей, потерял скорость, под углом 15º столкнулся с земной поверхностью рядом с ВПП и разрушился. Из 45 человек, находившихся на борту, погибло 4 человека, ранено 35.
- 24 мая 2019 года самолёт SSJ-100 Аэрофлота, выполнявший рейс SU1296 по маршруту Москва — Ижевск, был повреждён во время посадки в Ижевске размотавшимся тросом заземления. Посадка прошла в штатном режиме[29][30].
- 6 ноября 2020 года при посадке в двигатель самолёта SSJ-100 авиакомпании «Аэрофлот» с бортовым номером RA-89042 выполнявший рейс SU1292 по маршруту Москва (Шереметьево)-Ижевск попала птица. В результате пассажиры рейса в Москву были отправлены резервным бортом.
- 21 декабря 2021 года при посадке у самолёта SSJ-100 авиакомпании «Россия» с бортовым номером RA-89112 выполнявший рейс SU6379 по маршруту Москва (Шереметьево)-Ижевск произошёл отказ реверса правого двигателя. Благодаря экипажу, лайнер не выкатился за пределы ВПП. На борту находилось 82 человека. Никто не пострадал.
- 11 октября 2023 года самолёт Як-42 авиакомпании «Ижавиа» (RA-42401), следовавший рейсом Уфа — Ноябрьск, совершил экстренную посадку в аэропорту Ижевска сразу после взлёта из-за отказа третьего правого двигателя.
- 15 октября 2023 самолёт Boeing 737-400 авиакомпании «Utair», выполнявший вахтовый рейс по маршруту Ижевск-Нижневартовск, не смог взлететь с первого раза, из-за неисправности двигателя. Через некоторое время, самолёт благополучно вылетел.